# David Lee (Tontechniker, 1938)
David Lee (* 1938 in Schottland; † 16. Oktober 2008 in Panama-Stadt, Panama) war ein britischer Tonmeister.

## Leben
Lee begann seine Karriere bei der BBC. und hatte sein Debüt beim Film 1973 als Tontechniker bei Ivan Reitmans Horrorkomödie Cannibal Girls – Der Film mit der Warnglocke. Er arbeitete in der Folge an einer Reihe Hollywoodproduktionen wie Police Academy – Dümmer als die Polizei erlaubt  und Die Nacht der Abenteuer in den 1980er sowie Santa Clause – Eine schöne Bescherung und Crash in den 1990er Jahren. 2003 erhielt er gemeinsam mit Michael Minkler und Dominick Tavella den Oscar in der Kategorie Bester Ton für Chicago. Im selben Jahr erhielt er auch den BAFTA Film Award in der Kategorie Bester Ton. Für seine Arbeit an Fernsehproduktionen war er zwei Mal für den Primetime Emmy nominiert; 1987 erhielt er die Auszeichnung für die Miniserie Todesursache – Agent Orange.
Daneben war Lee Mitglied der International Alliance of Theatrical Stage Employees (IATSE) und lehrte an der Internationalen Hochschule für Film und Fernsehen in Havanna. Er verstarb im Alter von 70 Jahren an den Folgen einer kurzen schweren Erkrankung in Panama-Stadt.

## Filmografie (Auswahl)
- 1973: Cannibal Girls – Der Film mit der Warnglocke (Cannibal Girls)
- 1979: Dollarrausch (A Man, a Woman and a Bank)
- 1984: Flucht zu dritt (Mrs. Soffel)
- 1984: Police Academy – Dümmer als die Polizei erlaubt  (Police Academy)
- 1986: Police Academy 3 – … und keiner kann sie bremsen (Police Academy 3: Back in Training)
- 1987: Die Nacht der Abenteuer (Adventures in Babysitting)
- 1988: Eine Frau steht ihren Mann (Switching Channels)
- 1991: Getäuscht (Deceived)
- 1993: Hilfe! Jeder ist der Größte (Life with Mikey)
- 1994: Santa Clause – Eine schöne Bescherung (The Santa Clause)
- 1995: Eins und eins macht vier (It Takes Two)
- 1996: Crash
- 1998: Studio 54
- 2000: Shang-High Noon
- 2000: X-Men
- 2002: Chicago
- 2002: John Q. – Verzweifelte Wut (John Q.)
- 2004: Resident Evil: Apocalypse
- 2004: Willkommen in Mooseport (Welcome to Mooseport)
- 2005: Das Ende – Assault on Precinct 13 (Assault on Precinct 13)
- 2006: Silent Hill

## Auszeichnungen
- 2003: Oscar in der Kategorie Bester Ton für Chicago
- 2003: BAFTA Film Award in der Kategorie Bester Ton für Chicago
- 2011: BAFTA-Film-Award-Nominierung in der Kategorie Bester Ton für Black Swan